# Gian Luigi Polidoro
Gian Luigi Polidoro (né le 4 février 1927 à Bassano del Grappa, dans la province de Vicence, en Vénétie et mort le 7 septembre 2000 à Rome) est un réalisateur italien.

## Filmographie
- 1956 : La corsa delle Rocche[1]
- 1958 : Power Among Men
- 1958 : Paese d'America
- 1958 : Ouverture (en) (court-métrage de 10')
- 1960 : Le svedesi (it)
- 1963 : Hong Kong, un adieu (it) (Hong Kong un addio)
- 1963 : L'Amour à la suédoise (Il diavolo)
- 1965 : Thrilling
- 1965 : Mes femmes américaines (Una moglie americana)
- 1968 : Les Dégénérés (Satyricon)
- 1968 : Una moglie giapponese?
- 1974 : Mariage à l'américaine (it) (Fischia il sesso)
- 1974 : Permettez-moi, Madame, d'aimer votre fille (Permettete, signora, che ami vostra figlia)
- 1984 : Rent Control (en) (Cercasi casa a Manhattan)
- 1987 : Sottozero (it)
- 1990 : C'est quoi, ce petit boulot ?, feuilleton coréalisé avec Michel Berny
- 1998 : Hitler's Strawberries